# HD 63754
HD 63754，又名BD-19 2085，SAO 174617、HR 3048，是一颗恒星，视星等为6.56，位于銀經237.49，銀緯3.02，其B1900.0坐标为赤經7h 45m 21.7s，赤緯-19° 3.02′ 8″。